# Súper Rugby 2010
La temporada 2010 del Super Rugby fue la decimoquinta edición del campeonato de rugby del Hemisferio Sur organizado por la SANZA (actual SANZAAR). 
La liga dio inicio el 12 de febrero de 2010 y finalizó el 29 de mayo.
Cabe destacar que esta fue la quinta y última edición con el formato Super 14; es decir con 14 equipos que disputarán en total 94 partidos distribuidos en 3 meses y medio en un sistema todos contra todos.

## Equipos participantes
| Equipo                   | Ciudad          | Recinto                 |
| ------------------------ | --------------- | ----------------------- |
| Conferencia australiana  |                 |                         |
| Brumbies                 | Canberra        | Canberra Stadium        |
| New South Wales Waratahs | Sídney          | Sídney Football Stadium |
| Queensland Reds          | Brisbane        | Suncorp Stadium         |
| Western Force            | Perth           | Perth Oval              |
| Conferencia neozelandesa |                 |                         |
| Auckland Blues           | Auckland        | Eden Park               |
| Canterbury Crusaders     | Christchurch    | Rugby League Park       |
| Otago Highlanders        | Dunedin         | Carisbrook              |
| Waikato Chiefs           | Hamilton        | Waikato Stadium         |
| Wellington Hurricanes    | Wellington      | Westpac Stadium         |
| Conferencia sudafricana  |                 |                         |
| Blue Bulls               | Pretoria        | Loftus Versfeld Stadion |
| Free State Cheetahs      | Bloemfontein    | Free State Stadium      |
| Sharks                   | Durban          | Kings Park Stadium      |
| Lions                    | Johannesburgo   | Ellis Park Stadium      |
| Stormers                 | Ciudad del Cabo | Newlands Stadium        |

## Tabla
|  | Mejores 4 equipos avanzan a los Play-offs |

|    | Equipo      | PJ | PG | PE | PP | F   | C   | Dif  | PB | Pts |
| -- | ----------- | -- | -- | -- | -- | --- | --- | ---- | -- | --- |
| 1  | Bulls       | 13 | 10 | 0  | 3  | 436 | 345 | +91  | 7  | 47  |
| 2  | Stormers    | 13 | 9  | 0  | 4  | 365 | 171 | +194 | 8  | 44  |
| 3  | Waratahs    | 13 | 9  | 0  | 4  | 385 | 288 | +97  | 7  | 43  |
| 4  | Crusaders   | 13 | 8  | 1  | 4  | 388 | 295 | +93  | 7  | 41  |
| 5  | Reds        | 13 | 8  | 0  | 5  | 366 | 308 | +58  | 7  | 39  |
| 6  | Brumbies    | 13 | 8  | 0  | 5  | 358 | 291 | +67  | 5  | 37  |
| 7  | Blues       | 13 | 7  | 0  | 6  | 376 | 333 | +43  | 9  | 37  |
| 8  | Hurricanes  | 13 | 7  | 1  | 5  | 358 | 323 | +35  | 7  | 37  |
| 9  | Sharks      | 13 | 7  | 0  | 6  | 297 | 299 | −2   | 5  | 33  |
| 10 | Chiefs      | 13 | 4  | 1  | 8  | 340 | 418 | −78  | 8  | 26  |
| 11 | Cheetahs    | 13 | 5  | 1  | 7  | 315 | 393 | −78  | 4  | 26  |
| 12 | Highlanders | 13 | 3  | 0  | 10 | 297 | 397 | −100 | 7  | 19  |
| 13 | Force       | 13 | 4  | 0  | 9  | 258 | 364 | −106 | 3  | 19  |
| 14 | Lions       | 13 | 0  | 0  | 13 | 270 | 585 | −315 | 5  | 5   |

## Árbitros
Los árbitros para este torneo provienen de las 3 naciones participantes. Dichos árbitros son seleccionados por el Merit and Reserve Panels. Estos pueden ser tanto promovidos como degradados, desde la división de mérito (M) hacia la de reservas  (R) y viceversa.  
 Australia
- Stuart Dickinson (M)
- Steve Walsh (R)
- Ian Smith (R)
- Nathan Pearce (R)
- Paul Marks (R)- Abandonó el panel de mérito, tras las revisiones de sus actuaciones al final de la 4ª semana. Fue re-incluido en el panel de reserva para la ronda siguiente[4]

 Nueva Zelanda
- Bryce Lawrence (M)
- Chris Pollock (M)
- Keith Brown (M)
- Garratt Williamson (R)
- Jonathan White (R)
- Vinny Munro (R)

 Sudáfrica
- Craig Joubert (M)
- Jonathan Kaplan (M)
- Marius Jonker (M)
- Mark Lawrence (M)
- Jaco Peyper (R)
- Pro Legoete (R)- Abandonó el panel de mérito, tras las revisiones de sus actuaciones al final de la 4ª semana.[4]

## Etapas iniciales

### Ronda 1
| 12 de febrero 2010 | Blues | 20 – 34 | Hurricanes | North Harbour Stadium, North Shore City |

Un récord en el Super Rugby se estableció cuando los Hurricanes patearon 9 penales en total durante todo el partido, 5 a cargo de Willie Ripia y 4 de Piri Weepu.
| 12 de febrero 2010 | Western Force | 15 – 24 | Brumbies | Members Equity Stadium, Perth |

Stirling Mortlock, se convirtió en el primer jugador en anotar mil puntos en un partido del Super Rugby.
| 12 de febrero 2010 | Cheetahs | 34 – 51 | Bulls | Vodacom Park, Bloemfontein |

| 13 de febrero 2010 | Crusaders | 32 – 17 | Highlanders | AMI Stadium, Christchurch |

| 13 de febrero 2010 | Reds | 28 – 30 | Waratahs | Suncorp Stadium, Brisbane |

| 13 de febrero 2010 | Lions | 13 – 26 | Stormers | Coca-Cola Park, Johannesburgo |

| 13 de febrero 2010 | Sharks | 18 – 19 | Chiefs | Absa Stadium, Durban |

### Ronda 2
| 19 de febrero 2010 | Highlanders | 15 – 19 | Blues | Carisbrook, Dunedin |

| 19 de febrero 2010 | Reds | 41 – 20 | Crusaders | Suncorp Stadium, Brisbane |

| 19 de febrero 2010 | Sharks | 20 – 25 | Cheetahs | Absa Stadium, Durban |

| 19 de febrero 2010 | Lions | 65 – 72 | Chiefs | Coca-Cola Park, Johannesburgo |

En este partido establecieron varios récords en la competición, incluyendo el resultado agregado más alto en un solo partido (137 puntos), el resultado más alto de un equipo visitante (72) y el mayor número de tries anotados en un partido del Super Rugby (18).
| 20 de febrero 2010 | Hurricanes | 47 – 22 | Western Force | Westpac Stadium, Wellington |

| 20 de febrero 2010 | Bulls | 50 – 32 | Brumbies | Loftus Versfeld, Pretoria |

| 20 de febrero 2010 | Stormers | 27 – 6 | Waratahs | Newlands Stadium, Ciudad del Cabo |

### Ronda 3
| 26 de febrero 2010 | Crusaders | 35 – 6 | Sharks | AMI Stadium, Christchurch |

| 26 de febrero 2010 | Stormers | 17 – 19 | Brumbies | Newlands Stadium, Ciudad del Cabo |

| 27 de febrero 2010 | Hurricanes | 33 – 18 | Lions | Westpac Stadium, Wellington |

| 27 de febrero 2010 | Reds | 18 – 27 | Blues | Ballymore, Brisbane |

| 27 de febrero 2010 | Western Force | 19 – 37 | Chiefs | Members Equity Stadium, Perth |

| 27 de febrero 2010 | Cheetahs | 24 – 31 | Highlanders | Vodacom Park, Bloemfontein |

| 27 de febrero 2010 | Bulls | 48 – 38 | Waratahs | Loftus Versfeld, Pretoria |

### Ronda 4
| 5 de marzo 2010 | Chiefs | 18 – 23 | Reds | Waikato Stadium, Hamilton |

| 5 de marzo 2010 | Brumbies | 24 – 13 | Lions | Canberra Stadium, Canberra |

| 6 de marzo 2010 | Crusaders | 33 – 20 | Blues | AMI Stadium, Christchurch |

| 6 de marzo 2010 | Waratahs | 25 – 21 | Sharks | Sydney Football Stadium, Sídney |

| 6 de marzo 2010 | Stormers | 33 – 0 | Highlanders | Newlands Stadium, Ciudad del Cabo |

| 6 de marzo 2010 | Cheetahs | 28 – 12 | Hurricanes | Vodacom Park, Bloemfontein |

### Ronda 5
| 12 de marzo 2010 | Chiefs | 19 – 26 | Crusaders | Waikato Stadium, Hamilton |

| 12 de marzo 2010 | Waratahs | 73 – 12 | Lions | Sydney Football Stadium, Sídney |

| 13 de marzo 2010 | Brumbies | 24 – 22 | Sharks | Canberra Stadium, Canberra |

| 13 de marzo 2010 | Bulls | 50 – 35 | Highlanders | Loftus Versfeld, Pretoria |

| 13 de marzo 2010 | Stormers | 37– 13 | Hurricanes | Newlands Stadium, Ciudad del Cabo |

| 14 de marzo 2010 | Reds | 50 – 10 | Western Force | Suncorp Stadium, Brisbane |

### Ronda 6
| 19 de marzo 2010 | Blues | 39 – 34 | Brumbies | Eden Park, Auckland |

| 19 de marzo 2010 | Bulls | 19 – 18 | Hurricanes | Loftus Versfeld, Pretoria |

| 20 de marzo 2010 | Crusaders | 46 – 19 | Lions | AMI Stadium, Christchurch |

| 20 de marzo 2010 | Highlanders | 16 – 30 | Sharks | Carisbrook, Dunedin |

| 20 de marzo 2010 | Western Force | 10 – 14 | Waratahs | Members Equity Stadium, Perth |

| 20 de marzo 2010 | Stormers | 21 – 8 | Cheetahs | Newlands Stadium, Ciudad del Cabo |

### Ronda 7
| 26 de marzo 2010 | Highlanders | 39 – 29 | Lions | Carisbrook, Dunedin |

| 26 de marzo 2010 | Brumbies | 30 – 23 | Chiefs | Canberra Stadium, Canberra |

| 26 de marzo 2010 | Cheetahs | 10 – 31 | Reds | Vodacom Park, Bloemfontein |

| 27 de marzo 2010 | Hurricanes | 26 – 29 | Sharks | Westpac Stadium, Wellington |

| 27 de marzo 2010 | Waratahs | 39 – 32 | Blues | Sydney Football Stadium, Sídney |

| 27 de marzo 2010 | Western Force | 15 – 28 | Bulls | Members Equity Stadium, Perth |

### Ronda 8
| 2 de abril 2010 | Hurricanes | 26 – 26 | Crusaders | Westpac Stadium, Wellington |

| 2 de abril 2010 | Western Force | 16 – 15 | Stormers | Members Equity Stadium, Perth |

| 3 de abril 2010 | Blues | 32 – 17 | Bulls | Eden Park, Auckland |

| 3 de abril 2010 | Chiefs | 27 – 21 | Highlanders | Baypark Stadium, Mt Maunganui |

| 3 de abril 2010 | Waratahs | 40 – 17 | Cheetahs | Sydney Football Stadium, Sídney |

| 3 de abril 2010 | Sharks | 30 – 28 | Reds | Absa Stadium, Durban |

### Ronda 9
| 9 de abril 2010 | Chiefs | 19 – 33 | Bulls | Waikato Stadium, Hamilton |

| 10 de abril 2010 | Highlanders | 27 – 41 | Western Force | Queenstown Events Centre, Queenstown |

| 10 de abril 2010 | Blues | 21 – 33 | Stormers | Eden Park, Auckland |

| 10 de abril 2010 | Crusaders | 20 – 13 | Waratahs | AMI Stadium, Christchurch |

En este partido, Dan Carter se convirtió en el máximo goleador de todos los tiempos en la historia del Super Rugby.
| 10 de abril 2010 | Brumbies | 61 – 15 | Cheetahs | Canberra Stadium, Canberra |

|  | 10 de abril 2010 | Lions | 26 – 41 | Reds | Coca-Cola Park, Johannesburgo |

### Ronda 10
| 16 de abril 2010 | Chiefs | 15 – 49 | Stormers | Waikato Stadium, Hamilton |

| 16 de abril 2010 | Brumbies | 13 – 23 | Hurricanes | Canberra Stadium, Canberra |

| 17 de abril 2010 | Blues | 38 – 17 | Western Force | Eden Park, Auckland |

| 17 de abril 2010 | Crusaders | 45 – 6 | Cheetahs | AMI Stadium, Christchurch |

| 17 de abril 2010 | Reds | 19 – 12 | Bulls | Suncorp Stadium, Brisbane |

| 17 de abril 2010 | Lions | 28 – 32 | Sharks | Coca-Cola Park, Johannesburgo |

### Ronda 11
| 23 de abril 2010 | Chiefs | 25 – 25 | Cheetahs | Waikato Stadium, Hamilton |

| 23 de abril 2010 | Reds | 16 – 13 | Stormers | Suncorp Stadium, Brisbane |

| 23 de abril 2010 | Western Force | 24 – 16 | Crusaders | Members Equity Stadium, Perth |

| 24 de abril 2010 | Highlanders | 31 – 33 | Hurricanes | Carisbrook, Dunedin |

| 24 de abril 2010 | Waratahs | 19 – 12 | Brumbies | ANZ Stadium, Sídney |

| 24 de abril 2010 | Bulls | 51 – 11 | Lions | Loftus Versfeld, Pretoria |

| 24 de abril 2010 | Sharks | 23 – 10 | Blues | Absa Stadium, Durban |

### Ronda 12
| 30 de abril 2010 | Highlanders | 26 – 10 | Waratahs | Rugby Park Stadium, Invercargill |

| 30 de abril 2010 | Stormers | 42 – 14 | Crusaders | Newlands Stadium, Ciudad del Cabo |

Como resultado de este partido, los Stormers se convirtieron en el primer equipo sudafricano en vencer a todos las franquicias neozelandesas inscriptas en esa temporada.
| 1 de mayo 2010 | Hurricanes | 33 – 27 | Chiefs | Westpac Stadium, Wellington |

| 1 de mayo 2010 | Brumbies | 32 – 12 | Reds | Canberra Stadium, Canberra |

| 1 de mayo 2010 | Cheetahs | 36 – 32 | Blues | Vodacom Park, Bloemfontein |

| 1 de mayo 2010 | Lions | 12 – 33 | Western Force | Coca-Cola Park, Johannesburgo |

| 1 de mayo 2010 | Bulls | 27 – 19 | Sharks | Loftus Versfeld, Pretoria |

### Ronda 13
| 7 de mayo 2010 | Hurricanes | 44 – 21 | Reds | Westpac Stadium, Wellington |

| 7 de mayo 2010 | Bulls | 40 – 35 | Crusaders | Loftus Versfeld, Pretoria |

| 8 de mayo 2010 | Chiefs | 19 – 46 | Waratahs | Waikato Stadium, Hamilton |

| 8 de mayo 2010 | Brumbies | 31 – 3 | Highlanders | Canberra Stadium, Canberra |

| 8 de mayo 2010 | Lions | 14 – 56 | Blues | Coca-Cola Park, Johannesburgo |

| 8 de mayo 2010 | Cheetahs | 29 – 14 | Western Force | Vodacom Park, Bloemfontein |

| 8 de mayo 2010 | Sharks | 20 – 14 | Stormers | Absa Stadium, Durban |

### Ronda 14
| 14 de mayo 2010 | Crusaders | 40 – 22 | Brumbies | AMI Stadium, Christchurch |

| 14 de mayo 2010 | Waratahs | 32– 16 | Hurricanes | Sydney Football Stadium, Sídney |

| 14 de mayo 2010 | Sharks | 27 – 22 | Western Force | Absa Stadium, Durban |

| 15 de mayo 2010 | Blues | 30 – 20 | Chiefs | Eden Park, Auckland |

| 15 de mayo 2010 | Reds | 38 – 36 | Highlanders | Suncorp Stadium, Brisbane |

| 15 de mayo 2010 | Cheetahs | 59 – 10 | Lions | North West Stadium, Welkom |

Como resultado de este partido, Lions ostenta el récord de más derrotas en una temporada, con 13 derrotas consecutivas. También se convirtió en el segundo equipo de la historia del Super Rugby en perder todos los partidos de la ronda, uniéndose al equipo de los Bulls en 2002.
| 15 de mayo 2010 | Stormers | 38 – 10 | Bulls | Newlands Stadium, Ciudad del Cabo |

## Etapas finales

### Semifinales
| 22 de mayo 2010 | Bulls | 39 – 24 | Crusaders | Orlando Stadium, Soweto |

| 22 de mayo de 2010 | Stormers | 25 – 6 | Waratahs | Newlands Stadium, Ciudad del Cabo |

### Final
La final del torneo tuvo lugar el 29 de mayo de 2010 en el Orlando Stadium de Soweto, Sudáfrica. 
Los Bulls, con sede en Pretoria, recibieron a los Stormers, de Ciudad del Cabo, en la segunda final realizada en Sudáfrica. El campeón defensor Bulls ganó 25-17 y así obtuvo su segundo título consecutivo y tercero en cuatro años. Esta fue la última final con el formato Super 14 dado que a partir de la inclusión de Rebels la competición se restructuró para la temporada 2011.
Cabe destacar que el estadio local de los Bulls, Loftus Versfeld, no estaba disponible dado que se utilizó como sede de la Copa Mundial de la FIFA Sudáfrica 2010 que se celebró en dicho país a partir del 11 de junio. Según las normas de la FIFA, todas las sedes de la Copa Mundial deben entregarse a los organizadores locales a más tardar 15 días antes del partido inaugural de la competición. Debido a que el Orlando Stadium era el estadio más grande y adecuado fue seleccionado este.
El partido estuvo rodeado de polémica después de que Schalk Burger afirmara que el árbitro Craig Joubert no era consistente en las decisiones,"entrenando a los Bulls, pero penalizando a los Stormers". Esto provocó una protesta sobre el manejo del juego por parte de Joubert, dado a esta situación los blogs de Internet polemizaban sobre las decisiones de Joubert. Andre Watson, jefe de los árbitros sudafricanos de rugby, emitió una declaración en la que defendía la actuación de Joubert.
| 29 de mayo de 2010 | Bulls | 25 – 17 | Stormers | Orlando Stadium, Soweto |

| Bulls:       |                         |
|              |                         |
| 15           | Zane Kirchner           |
| 14           | Gerhard van den Heever  |
| 13           | Jaco Pretorius          |
| 12           | Wynand Olivier          |
| 11           | Francois Hougaard       |
| 10           | Morné Steyn             |
| 9            | Fourie du Preez         |
| 8            | Pierre Spies            |
| 7            | Dewald Potgieter        |
| 6            | Deon Stegmann           |
| 5            | Victor Matfield         |
| 4            | Danie Rossouw           |
| 3            | Werner Kruger           |
| 2            | Gary Botha              |
| 1            | Gurthro Steenkamp       |
| Suplentes:   |                         |
| 16           | Bandise Maku            |
| 17           | Bees Roux               |
| 18           | Flip van der Merwe      |
| 19           | Derick Kuun             |
| 20           | Jacques-Louis Potgieter |
| 21           | Jaco van der Westhuyzen |
| 22           | Pedrie Wannenburg       |
| Entrenador:  |                         |
| Frans Ludeke |                         |

| Stormers:        |                   |
|                  |                   |
| 15               | Joe Pietersen     |
| 14               | Gio Aplon         |
| 13               | Jaque Fourie      |
| 12               | Juan de Jongh     |
| 11               | Bryan Habana      |
| 10               | Peter Grant       |
| 9                | Dewaldt Duvenhage |
| 8                | Duane Vermeulen   |
| 7                | Francois Louw     |
| 6                | Schalk Burger     |
| 5                | Andries Bekker    |
| 4                | Adriaan Fondse    |
| 3                | Brok Harris       |
| 2                | Tiaan Liebenberg  |
| 1                | Wicus Blaauw      |
| Suplentes:       |                   |
| 16               | Deon Fourie       |
| 17               | JC Kritzinger     |
| 18               | Anton van Zyl     |
| 19               | Pieter Louw       |
| 20               | Ricky Januarie    |
| 21               | Willem de Waal    |
| 22               | Tim Whitehead     |
| Entrenador:      |                   |
| Allister Coetzee |                   |

Canal de televisión oficial:
- Shaun Veldsman

| Bandera de Sudáfrica |
| Campeón Bulls        |
| Tercer título        |

## Estadísticas

### Máximos anotadores de tries
| 1  | Joe Rokocoko           | 9 | Blues      |
| 1  | Drew Mitchell          | 9 | Waratahs   |
| 3  | Gerhard van den Heever | 8 | Bulls      |
| 4  | Jaque Fourie           | 7 | Stormers   |
| 4  | Sean Maitland          | 7 | Crusaders  |
| 4  | Rene Ranger            | 7 | Blues      |
| 4  | Ben Alexander          | 7 | Brumbies   |
| 4  | David Smith            | 7 | Hurricanes |
| 4  | Bryan Habana           | 7 | Stormers   |
| 10 | Zac Guildford          | 6 | Crusaders  |
| 10 | Alby Mathewson         | 6 | Blues      |
| 10 | Ma'a Nonu              | 6 | Hurricanes |
| 10 | Lachlan Turner         | 6 | Waratahs   |
| 10 | Michael Killian        | 6 | Lions      |
| 10 | Pierre Spies           | 6 | Bulls      |
| 15 | Richard Kahui          | 5 | Chiefs     |
| 15 | Kahn Fotuali'i         | 5 | Crusaders  |
| 15 | Morné Steyn            | 5 | Bulls      |
| 15 | Wynand Olivier         | 5 | Bulls      |
| 19 | 13 jugadores           | 4 |            |

### Máximos anotadores
| 1  | Morné Steyn    | 263 | Bulls       |
| 2  | Quade Cooper   | 169 | Reds        |
| 3  | Dan Carter     | 153 | Crusaders   |
| 4  | Stephen Brett  | 141 | Blues       |
| 4  | Peter Grant    | 141 | Stormers    |
| 6  | Matt Giteau    | 136 | Brumbies    |
| 7  | Stephen Donald | 126 | Chiefs      |
| 8  | Naas Olivier   | 114 | Cheetahs    |
| 9  | Israel Dagg    | 111 | Highlanders |
| 10 | Ruan Pienaar   | 104 | Sharks      |